# Розовая зубатая барабуля
Розовая зубатая барабуля (лат. Parupeneus rubescens) — вид лучепёрых рыб семейства барабулевых (Mullidae). Распространены в Индийском океане.

## Распространение
Распространены от мыса Игольный ( ЮАР) до Красного моря и Аденского залива, включая Мадагаскар и Маскаренские острова. Описания из других областей требуют верификации.

## Биология
Встречается на песчаном дне и в мутных прибрежных водах.

## Описание
Максимальная длина тела 43 см, обычно до 23 см.